# Heiko Westermann
Heiko Westermann (født 14. august 1983 i Alzenau, Vesttyskland) er en tysk fodboldspiller, der spiller som forsvarsspiller hos Austria Wien i Østrig. Han har tidligere spillet for blandt andet Hamburger SV, AFC Ajax, SpVgg Greuther Fürth, Arminia Bielefeld og Schalke 04.

## Landshold
Westermann står (pr. april 2018) noteret for 27 kampe og fire scoringer for Tysklands landshold, som han debuterede for den 6. februar 2008 i en kamp mod Østrig. Han blev efterfølgende udtaget til den tyske trup til EM i 2008, hvor holdet nåede finalen. Den 6. september 2008 scorede han sit første landskampsmål i en kamp mod Liechtenstein